# Tetracnemus diversicornis
Tetracnemus diversicornis är en stekelart som beskrevs av John Obadiah Westwood 1837. Tetracnemus diversicornis ingår i släktet Tetracnemus och familjen sköldlussteklar. Inga underarter finns listade i Catalogue of Life.